# کو سان
کو سان (به انگلیسی: Ko San) فضانورد اهل کشور [[بوسان]] است که در ۱۹ اکتبر ۱۹۷۶ میلادی در زاده شد. وی در مأموریت کره جنوبی حضور داشته است.